# Bis(tert-butylperoxyisopropyl)benzol
Bis(tert-butylperoxyisopropyl)benzol (kurz: BIPB) ist ein organisches Peroxid. Es handelt sich um ein Isomerengemisch von 1,3- und 1,4-Bis(tert-butylperoxyisopropyl)benzol.
| Regioisomere von Bis(tert-butylperoxyisopropyl)benzol | Regioisomere von Bis(tert-butylperoxyisopropyl)benzol       | Regioisomere von Bis(tert-butylperoxyisopropyl)benzol       |
| ----------------------------------------------------- | ----------------------------------------------------------- | ----------------------------------------------------------- |
| Name                                                  | 1,3-Bis(tert-butylperoxyisopropyl)benzol                    | 1,4-Bis(tert-butylperoxyisopropyl)benzol                    |
| Struktur                                              | Strukturformel von 1,3-Bis(tert-butylperoxyisopropyl)benzol | Strukturformel von 1,4-Bis(tert-butylperoxyisopropyl)benzol |
| CAS-Nummer                                            | 2212-81-9                                                   | 2781-00-2                                                   |
| PubChem                                               | 16654                                                       | 17721                                                       |
| ECHA-InfoCard                                         | 100.016.968                                                 | 100.018.618                                                 |
| Wikidata                                              | Q72446952                                                   | Q27258595                                                   |

## Verwendung
BIPB wird bei der EVA-Produktion als Vernetzer eingesetzt. Es dient als Alternative zu Dicumylperoxid, welches im Vernetzungsprozess 2-Phenyl-2-propanol freisetzen kann.

## Risikobewertung
Bis(tert-butylperoxyisopropyl)benzol wurde 2014 von der EU gemäß der Verordnung (EG) Nr. 1907/2006 (REACH) im Rahmen der Stoffbewertung in den fortlaufenden Aktionsplan der Gemeinschaft (CoRAP) aufgenommen. Hierbei werden die Auswirkungen des Stoffs auf die menschliche Gesundheit bzw. die Umwelt neu bewertet und ggf. Folgemaßnahmen eingeleitet. Ursächlich für die Aufnahme von Bis(tert-butylperoxyisopropyl)benzol waren die Besorgnisse bezüglich hoher (aggregierter) Tonnage und weit verbreiteter Verwendung sowie der Gefahren ausgehend von einer möglichen Zuordnung zur Gruppe der PBT-/vPvB-Stoffen. Die Neubewertung begann 2015 und wurde von den Niederlanden durchgeführt.